# Sonny Karlsson
Sonny Karlsson, född 14 maj 1959, är en svensk före detta fotbollsspelare och tränare. 
Karlssons moderklubb är Fässbergs IF. Han var 1982 med och spelade upp BK Häcken i Allsvenskan 1983, men laget åkte direkt ur högsta serien igen. 1992 blev han hjälptränare för Häcken bredvid Reine Almqvist, och var med om att återigen ta upp laget i Allsvenskan 1993. 1994 tog han över som huvudtränare i Häcken, men klubben åkte direkt ur Allsvenskan 1994 och Karlsson fick sparken.
2007 blev han ånyo huvudtränare för Häcken, då han tog över från samme Reine Almqvist. Han efterträddes 2009 av Peter Gerhardsson för att i stället bli Häckens sportchef. 2020 slutade han som sportchef och ersattes av Martin Ericsson.